# Marofangady
Marofangady är en ort i Madagaskar. Den ligger i den centrala delen av landet, 70 km sydväst om huvudstaden Antananarivo. Marofangady ligger 1 649 meter över havet och antalet invånare är 3 000.
Terrängen runt Marofangady är huvudsakligen kuperad, men norrut är den platt. Runt Marofangady är det ganska tätbefolkat, med 214 invånare per kvadratkilometer. Närmaste större samhälle är Faratsiho, 16,8 km sydväst om Marofangady. Omgivningarna runt Marofangady är huvudsakligen savann.